# Mosaico

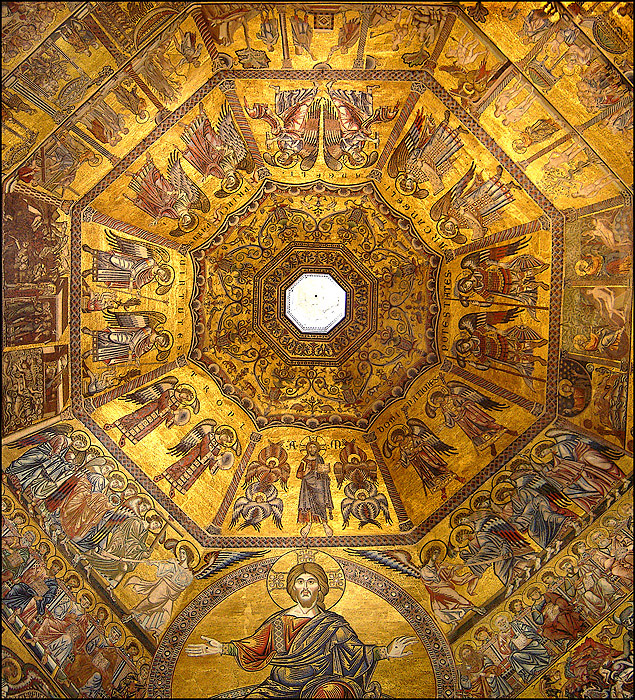
Cúpula do Batistério de Florença, na Itália

Mosaico é possivelmente uma palavra de origem grega (de µουσαικόν, transl. mousaikón, "obra das musas"), embora a técnica seja antiga. É um embutido de pequenas peças (tesselas) de pedra ou de outros materiais como plástico, areia, papel ou conchas, formando determinado desenho. O objetivo do desenho é preencher algum tipo de plano (geralmente, piso ou parede).
É uma modalidade de arte decorativa milenar, que nos remete à Antiguidade greco-romana, quando teve seu apogeu. Na sua elaboração eram utilizados diversos tipos de materiais.
A técnica da arte musiva consiste na colocação de tesselas, que são pequenos fragmentos de pedras, como mármore e granito moldados com tagliolo e martellina, pedras semipreciosas, pastilhas de vidro, seixos e outros materiais, sobre qualquer superfície. Nos dias de hoje, o mosaico ressurgiu, despertando grande interesse, sendo cada vez mais utilizado, artisticamente, na decoração de ambientes interiores e exteriores.  
Em Portugal, destacam-se os mosaicos das ruínas romanas de Conímbriga, datados do século II d.C., além do "mosaico das musas", da villa romana de Torre de Palma (século II - IV d.C.), em Monforte, e os da villa romana de Milreu, no Distrito de Faro, no Algarve - belos exemplares decorativos da época romana.
Também são exemplos de mosaico o calçadão de Copacabana, a disposição dos pisos e azulejos de uma casa, até mesmo algumas gravuras do artista holandês M. C. Escher que tratam do preenchimento do plano.

## História

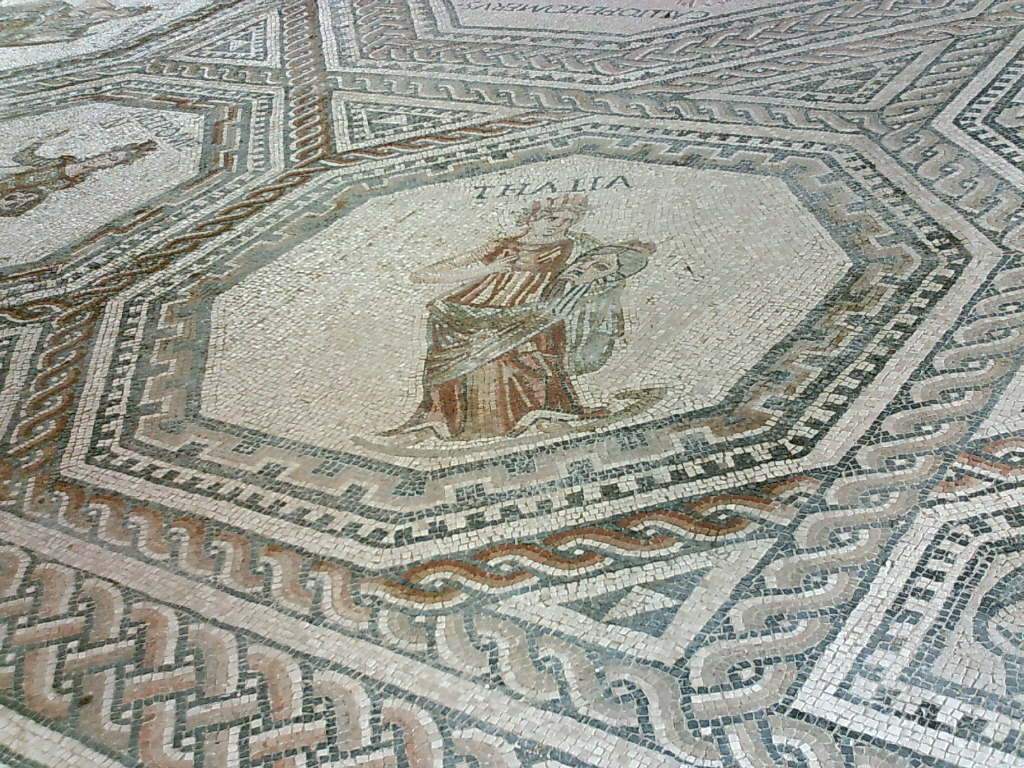
Mosaico do Império Romano em Vichten, em Luxemburgo, representando Tália, a musa da comédia

O registro mais antigo da data de mosaicos feitos foi em 3 500 a.C., na cidade de Ur, na região da Mesopotâmia. O "Estandarte de Ur" compõe-se de dois painéis retangulares de 55 cm, feitos de arenito avermelhado e lápis-lazúli. No antigo Egito, havia preciosos trabalhos feitos em sarcófagos de antigas múmias; também havia mosaicos que decoravam colunas e paredes de templos. Entre os gregos, existiam pisos feitos com pedaços de mármore branco ou de cor, embutidos numa massa compacta e muito resistente. Um motivo que alcançou um certo sucesso na Grécia foi de pombas, conhecidas como "Os passarinhos de Plínio". Em Roma esta arte começou no século I a.C. e foi largamente usada em pisos, murais, fontes e até painéis transportáveis. Em Pompeia especificamente, foi um viveiro de mosaicistas que desde os poderosos e os abastados até o povo em geral apreciavam esta arte. No período paleo-cristão, abre-se para o mosaico uma nova era: a arte bizantina, que é o verdadeiro triunfo das artes visuais do cristianismo. 

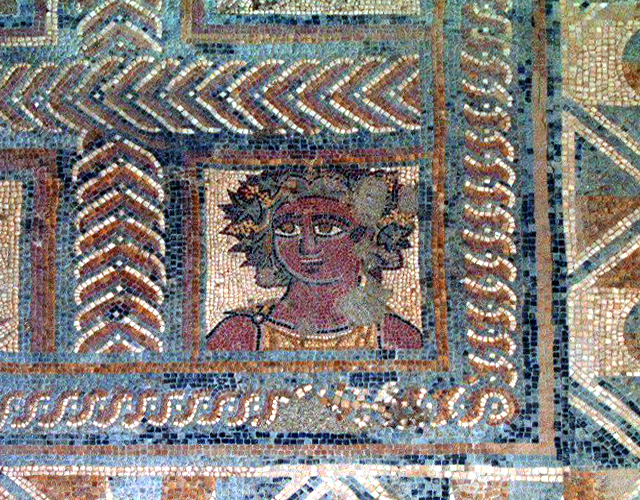
Mosaico em Conímbriga, em Portugal

Combinando harmonicamente elementos ocidentais e orientais, deu origem a uma arte intelectualizada, onde o sentido de divino, de sobrenatural, manifestava-se através de um original abstracionismo. Nunca o mosaico teve tanto esplendor e foi tão largamente usado no mundo como nesse período. No mundo islâmico, a arte do mosaico teve importante aplicação na ornamentação de edifícios e mesquitas. Um outro tipo de mosaico foi o de pequenas tesselas de madeira, usado para decoração de móveis, caixas e outros objetos. 
Eram também usados pedaços de marfim e madrepérolas. No século XIX, caiu quase em abandono. Os estetas subdividiram a produção artística em artes maiores (pinturas a óleo, afresco, têmpera e esculturas) e em artes menores (cerâmica, esmalte sobre metal, tapeçaria e o mosaico). Mas o brilho de suas tesselas não foi apagado pelo tempo, se sentido de pintura do eterno, esperavam novamente o gênio e a mão do homem, para continuar a policromia narração do sentir humano. Na América Central que esta forma de decoração mais se difundiu, alcançando no México e no Peru suas mais perfeitas realizações. No período moderno, o mosaico, arte mural por excelência, conseguiu a metamorfose: parede-cimento-pedra-cor. Com isto, ele consegue harmonizar a arquitetura moderna.